# Barracão Nissen

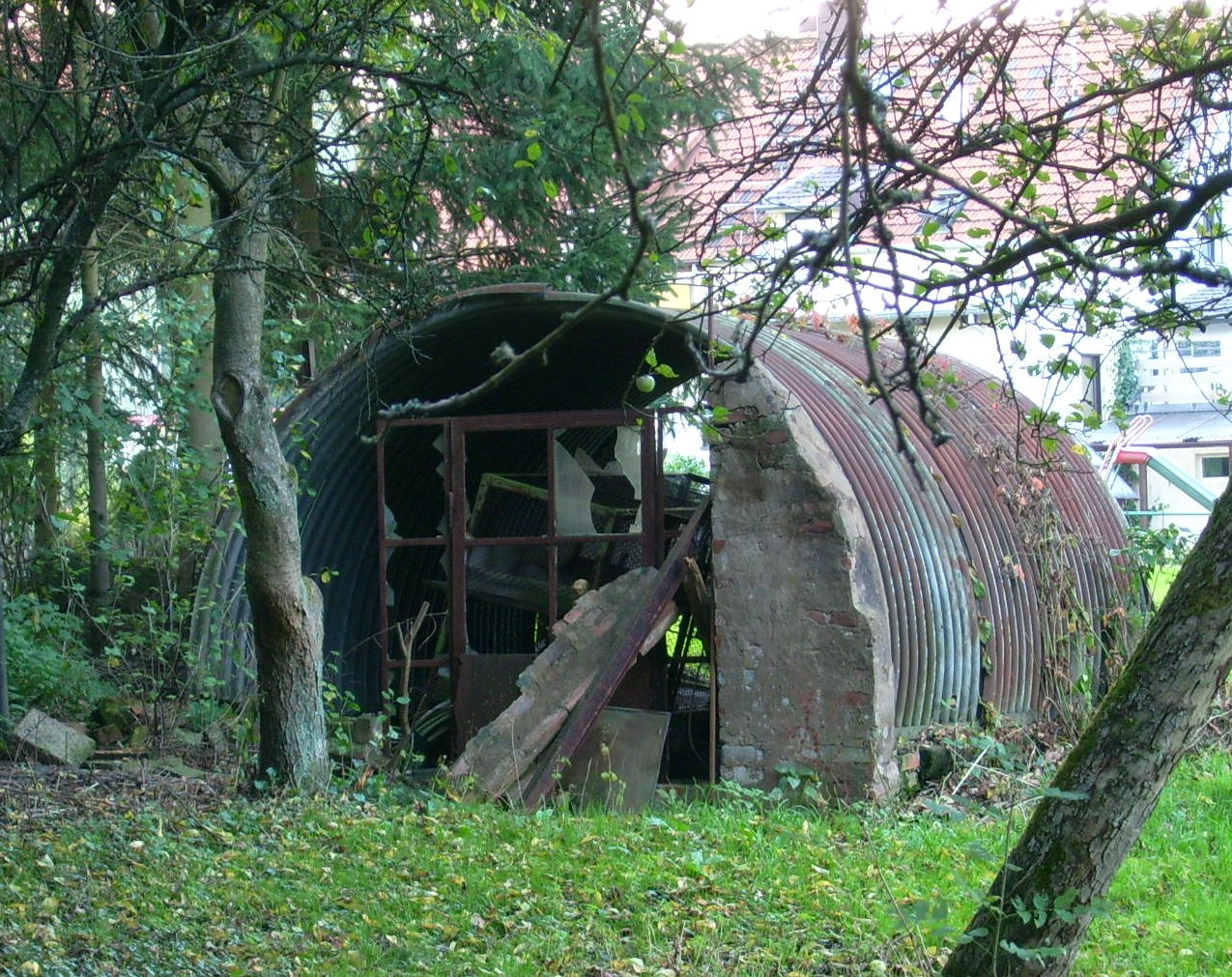
Ruínas de um abrigo Nissen em Göttelborn, na Alemanha.

Um abrigo Nissen (em inglês "Nissen Hut"), em arquitectura militar, é um abrigo semicilíndrico, construído com chapas de aço canelado (corrugado).
Foi criado em 1916 pelo capitão engenheiro canadiano Peter Norman Nissen, um engenheiro de minas na vida civil, para uso pelas forças britânicas e aliadas que se encontravam imobilizadas na frente do Somme durante as batalhas de trincheiras da Primeira Guerra Mundial.
A partir do conceito original de Nissen foi desenvolvido, durante a Segunda Guerra Mundial, um novo abrigo denominado de Quonset hut.

## Características
Do ponto de vista estrutural, o abrigo Nissen é uma estrutura pré-fabricada simples, constituída por chapas de aço corrugado (canelado, chapa ondulada em PT-Pt) que são montadas sobre uma estrutura (em madeira ou aço) para formar uma secção semicircular. As extremidades do semicilindro assim construído eram fechadas com muros em alvenaria, nelas se rasgando as portas e janelas necessárias.
Dado que as chapas de aço curvadas são resistentes e ocupam pouco volume, o seu manuseio, transporte e armazenamento, é simples e barato, facilitando a sua logística. Além disso, não tendo ligações em ângulo recto nem suportes destacáveis, a estrutura construída é extremamente resistente aos ventos e aos sismos, tornando-a uma boa escolha para locais sujeitos a esses fenómenos.
Este tipo de abrigo foi muito utilizado pelas forças britânicas e de outros países da Commonwealth, pelas dos Estados Unidos da América e por outros aliados, particularmente na frente do Somme. Estima-se que tenha alojado mais de dois milhões de homens durante o conflito.